# John A. Lee
John Alfred Alexander Lee (n. 31 octombrie 1891 - d. 13 iunie 1982) a fost un scriitor și politician neozeelandez.

## Opera literară
- Children of the Poor, 1934.
- The Hunted, 1936.
- Civilian into Soldier, 1937.
- The Yanks are Coming, 1943.
- Shining with the Shiner, 1944.
- Socialism in New Zealand, 1938.
- Simple on a Soapbox, 1963.
- Rhetoric at the Red Dawn, 1965.
- Delinquent Days, 1967.
- Mussolini’s Millions, 1970
- Political Notebooks, 1973.
- For Mine is the Kingdom, 1975
- Soldier,  1976
- The John A. Lee Diaries 1936–1940, 1981

1. 1 2  John A. Lee, SNAC, accesat în 9 octombrie 2017